# Bilgi
Bilgi is een panchayatdorp in het district Bagalkot van de Indiase staat Karnataka. 

## Demografie
Volgens de Indiase volkstelling van 2001 wonen er 15.464 mensen in Bilgi, waarvan 50% mannelijk en 50% vrouwelijk is. De plaats heeft een alfabetiseringsgraad van 58%.